# 193 v.Chr.
Het jaar 193 v.Chr. is een jaartal volgens de christelijke jaartelling.

## Gebeurtenissen

### Romeinse Rijk
- Lucius Cornelius Merula en Quintus Minucius Thermus zijn consul in het Imperium Romanum.
- Rome wordt getroffen door een reeks aardbevingen, de Senaat kondigt drie dagen een staat van rouw af.
- De Romeinen verslaan in Noord-Italië bij Modena, de Gallische stam de Boii in de slag bij Mutina.
- De Romeinen veroveren de stad Lliberri, het latere Granada.

### Klein-Azië
- Eumenes II van Pergamon vraagt Rome om militaire steun, de Seleuciden houden een plunderveldtocht in Macedonië.

### Griekenland
- Titus Quinctius Flamininus eist in Megalopolis in een volksvergadering, dat de Achaeïsche Bond de oorlog verklaart aan het Seleucidenrijk.
- Quinctius Flamininus voert onderhandelingen met Antiochus III de Grote en waarschuwt hem niet de Griekse stadstaten aan te vallen.